# فرودگاه بونتانگ
فرودگاه بونتانگ (به انگلیسی: Bontang Airport) (به زبان بومی: Bandar Udara Bontang) یک فرودگاه همگانی با کد یاتا BXT است که یک باند فرود آسفالت دارد و طول باند آن ۱۰۵۰ متر است. این فرودگاه در شهر بونتاگ، اندونزی کشور اندونزی قرار دارد و در ارتفاع ۱۴ متری از سطح دریا واقع شده‌است.